# Schloss Oberwaltersdorf

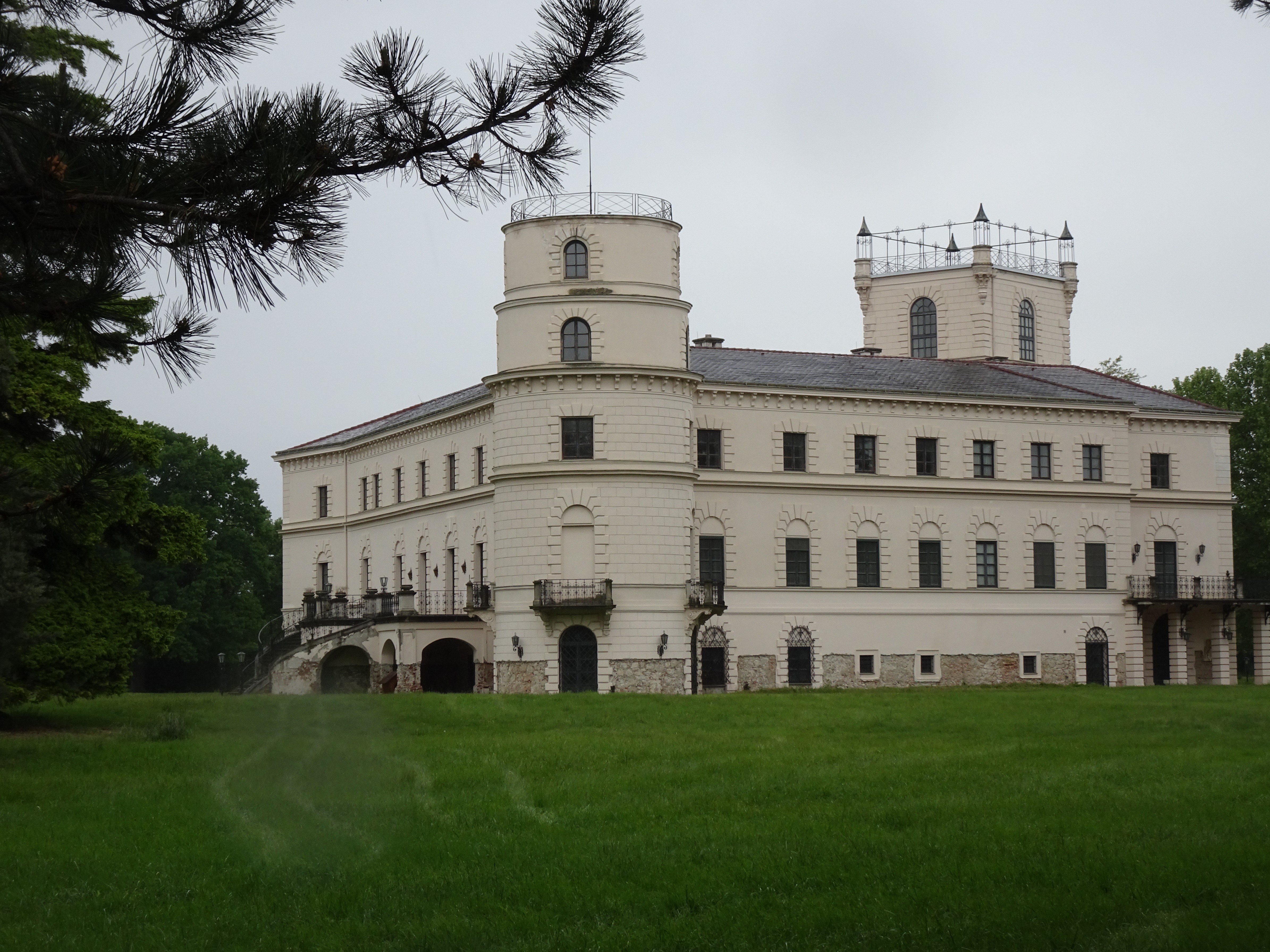
Schloss Oberwaltersdorf

Das Schloss Oberwaltersdorf steht an der Badener Straße im Westen des Ortes der Marktgemeinde Oberwaltersdorf im Bezirk Baden in Niederösterreich. Das Schloss steht mit dem Schüttkasten unter Denkmalschutz (Listeneintrag).

## Geschichte
Vor der Mitte des 13. Jahrhunderts stand die Burg im Besitz der Herren von Eckartsau, danach im Besitz der Ebersdorfer, der Grafen von St. Georgen und Bösing, Liechtenstein-Nikolsburg, und ging 1556 an Dr. Johann Baptist Pacheleb und dessen protestantischen Sohn Carl, 1628 an Hoyos. 1672 an Heußenstein, wobei wohl der erste Umbau erfolgte. 1732 ging das Schloss an das Stift Heiligenkreuz. Der zweite Umbau von 1715 bis 1770 zeigt das heutige Schloss. 1767 ging das Schloss an Maria Anna Gräfin von Schulenburg-Oeynhausen, 1806 an die Fürsten Trauttmannsdorff, 1898 an Prinz Solms-Braunfels. 1945 wurde das Schloss schwer beschädigt und in den 1980er Jahren wiederaufgebaut.

## Architektur
Die unregelmäßige annähernd rechteckige Vierflügelanlage hat einen ehemaligen mittelalterlichen Bergfried. Ehemals von einer wehrhaften Umfassungsmauer mit einem Wassergraben umgeben steht das Schloss heute in einem ummauerten Schlosspark aus dem 19. Jahrhundert.